# 纳撒尼尔·卡特梅尔
纳撒尼尔·卡特梅尔（英語：Nathaniel Cartmell，1883年1月13日—1967年8月23日），美国男子田径运动员。他曾代表美国参加1904年和1908年夏季奥林匹克运动会田径比赛，共获得一枚金牌、二枚银牌和一枚铜牌。